# Jongieux
Jongieux ist eine französische Gemeinde mit 284 Einwohnern (Stand 1. Januar 2022) im Département Savoie in der Region Auvergne-Rhône-Alpes. Sie gehört zum Kanton Bugey savoyard, ist Mitglied des Gemeindeverbands Yenne und liegt unweit der Rhone an den Hängen des Massivs Montagne du Chat.

## Geographie
Jongieux liegt auf 305 m am nordwestlichen Rand des Département Savoie, etwa 20 Kilometer nordwestlich der Stadt Chambéry (Luftlinie). Das Dorf erstreckt sich am Westhang des Mont de la Charvaz, ein 1158 m hoher Berg in einer Antiklinalen im südlichen Jura, die sich mit dem Mont du Chat und der Chaîne de l’Épine weiter nach Süden fortsetzt und im Osten an den Lac du Bourget grenzt. Das 6,43 km² große Gemeindegebiet reicht bis auf wenige Meter an den Gipfel des Mont de la Charvaz heran und wird durch dessen nach Norden fortlaufende Gipfelkette begrenzt. Von dort fällt das Gebiet nach Westen zuerst steil, dann sanft ab bis zu einer ausgeprägten Geländekante, hinter der sich die sumpfige Ebene rund um Yenne und das Rhonetal ausbreitet. Im Nordwesten umfasst das Gemeindeareal einen etwa 100 m langen Uferabschnitt der Rhone.
Zur Gemeinde gehören die folgenden Siedlungen und Weiler:
- Barcontian (265 m) etwa 1 km südlich von Lucey, an einer Stelle, an der die Ausläufer des Mont de la Charvaz die flache Rhone-Ebene erreichen,
- Aimavigne (290 m) auf halber Strecke zwischen Barcontian und Jongieux,
- Jongieux-le-Haut (395 m) am Fuß des Mont de la Charvaz.

Nachbargemeinden von Jongieux sind Lucey im Norden, Ontex im Osten, Billième im Süden, sowie Yenne im Westen. Im Nordwesten grenzt die Gemeinde außerdem an Massignieu-de-Rives im benachbarten Département Ain.

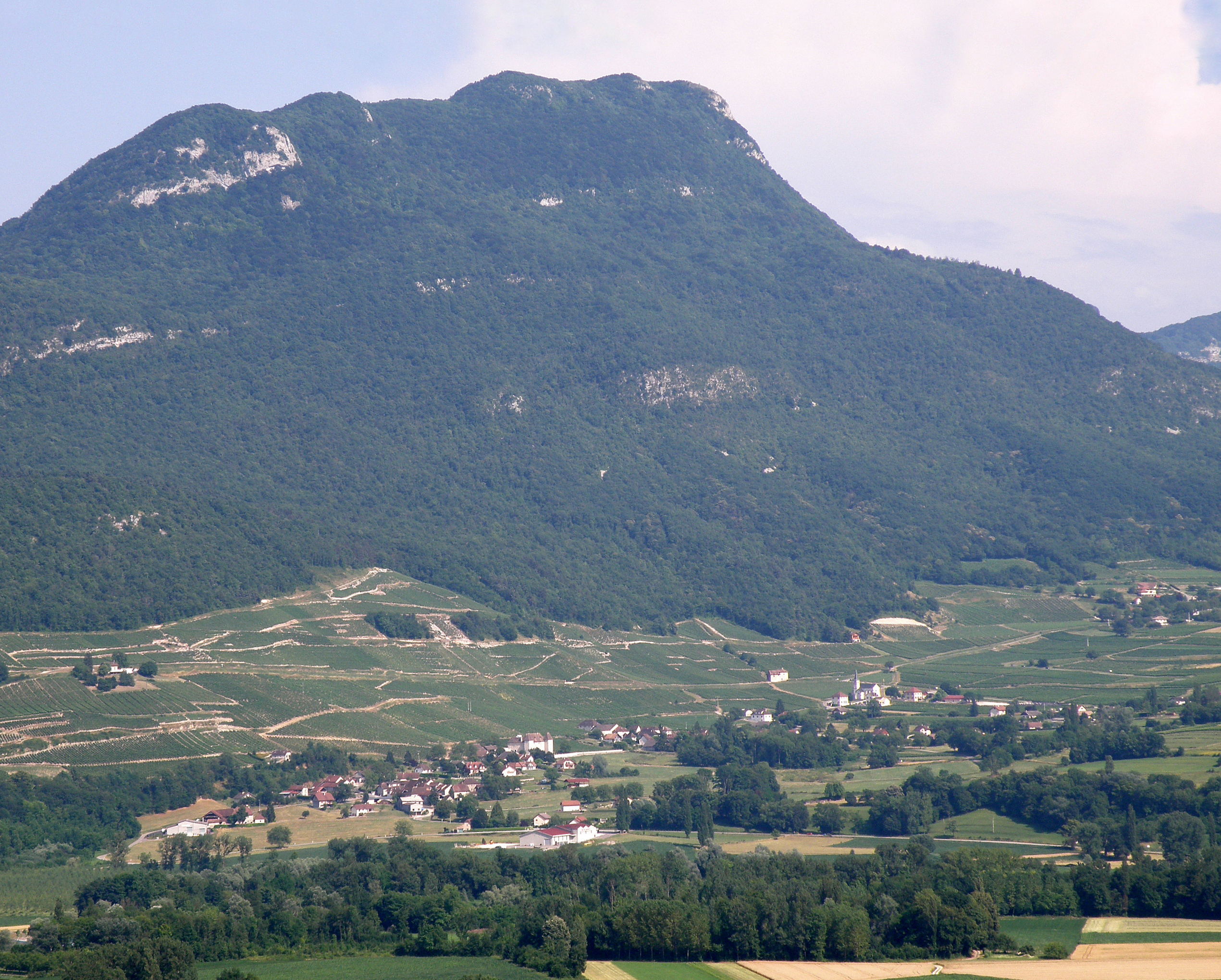
Übersicht über die Ortsteile von Jongieux

## Geschichte
Erste urkundliche Erwähnungen der Pfarrei von Jongieux finden sich erst im 14. Jahrhundert, obwohl der damalige Name Jongiacum auf einen viel älteren Ursprung (Villa des Jucundius) hinweist. Im Mittelalter bildete Jongieux eine kleine Herrschaft um das Château de La Mar, die den Herren von Lucey unterstand. Mit deren Erhebung zu Kastellanen 1563 wurde Jongieux direkter Teil der Ländereien von Lucey, das 1654 zum Marquisat aufstieg.

## Sehenswürdigkeiten
- Das Château de La Mar ist ein ehemaliges festes Haus aus dem 13. Jahrhundert. Zwischen Barcontain und Aimavigne gelegen, gehörte es eine Zeit lang den Grafen von Mareste, die dem Anwesen seinen Namen gaben. Der heutige Zustand geht auf eine Restaurierung 1625 zurück. Während der Französischen Revolution wurde das Gebäude enteignet, so dass es 1818 in den Besitz der Familie des General Benoît de Boigne gelangte, die es gegen Ende des 19. Jahrhunderts weiterverkaufte. Heute beherbergt es ein Weingut.
- Die heutige Pfarrkirche unter dem Schutzpatron Saint-Maurice wurde von 1883 bis 1885 auf halber Strecke zwischen Aimavigne und dem heutigen Jongieu-le-Haut erbaut, dessen mittelalterlicher Kirchbau aufgegeben wurde. Zwischen 2001 und 2013 fanden umfangreiche Renovierungsarbeiten statt, die mit dem Einbau sechs neuer Buntglasfenster endeten.[3]
- Von der höchsten Erhebung der Geländekante westlich von Jongieux bietet sich ein Panorama über die etwa 200 Meter tiefer liegende Ebene von Yenne und das Rhonetal. Hier steht die 1995 errichtete Kapelle Saint-Romain. Genau wie die Pfarrkirche ist sie Station am Jakobsweg Via Gebennensis, der von Genf nach Le Puy führt und dort an die Via Podiensis anschließt.
- Die Schalensteine von Follioules in Jongieux gehören zur Gruppe der Schalensteine von Billième.

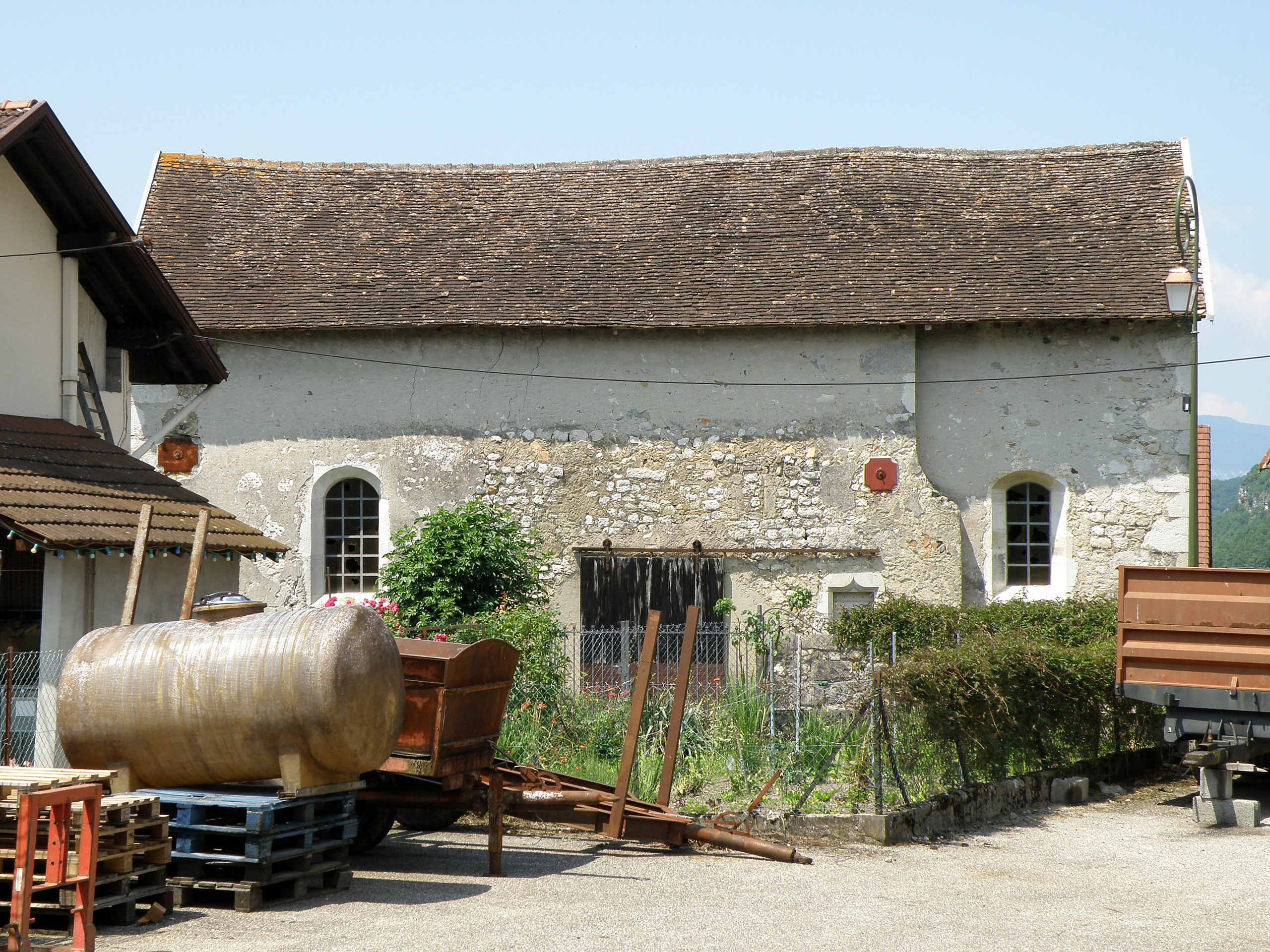
Bauernhaus und ehemalige Kirche in Jongieux-le-Haut
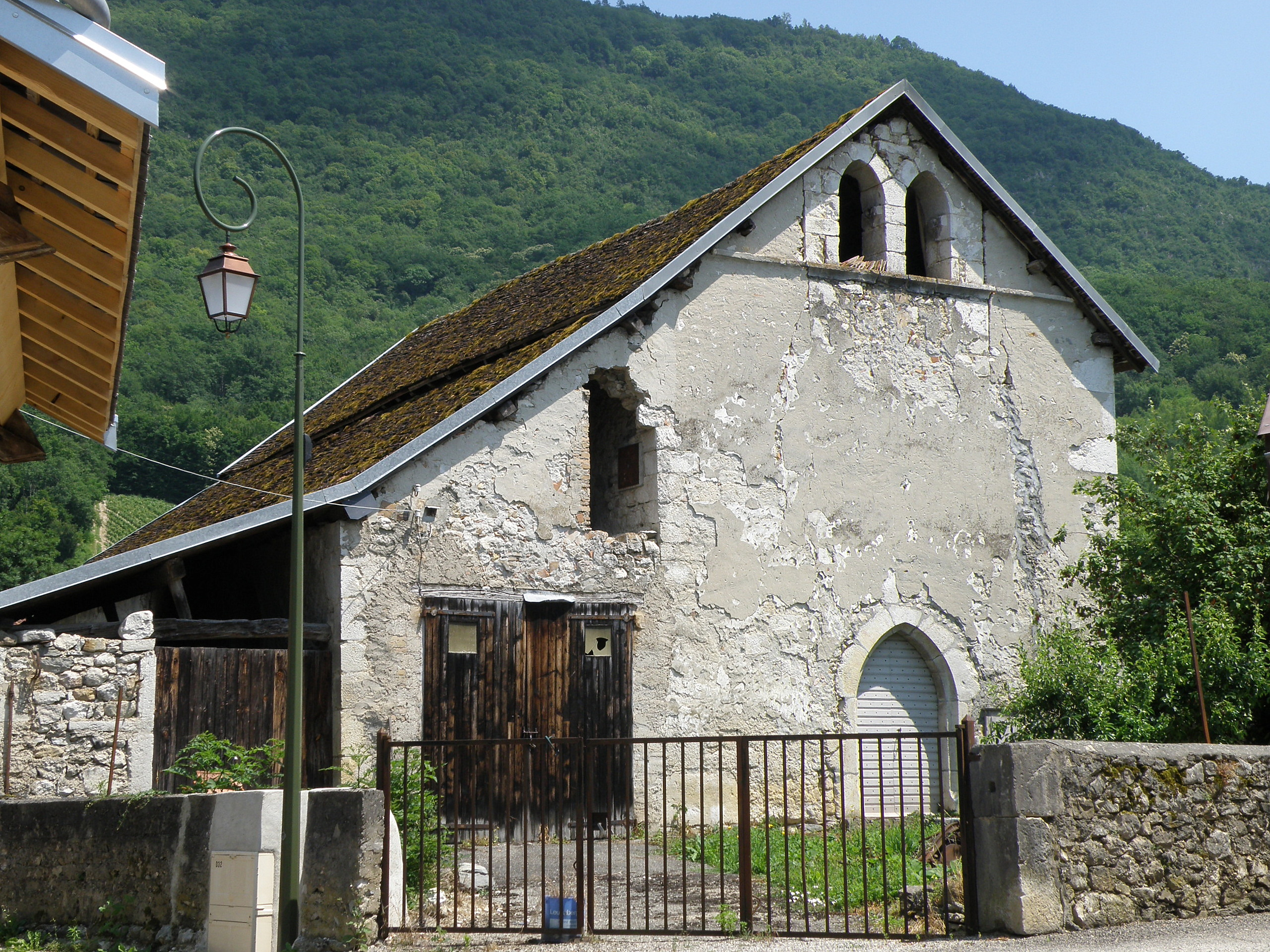
Ehemalige Kirche in Jongieu-le-Haut
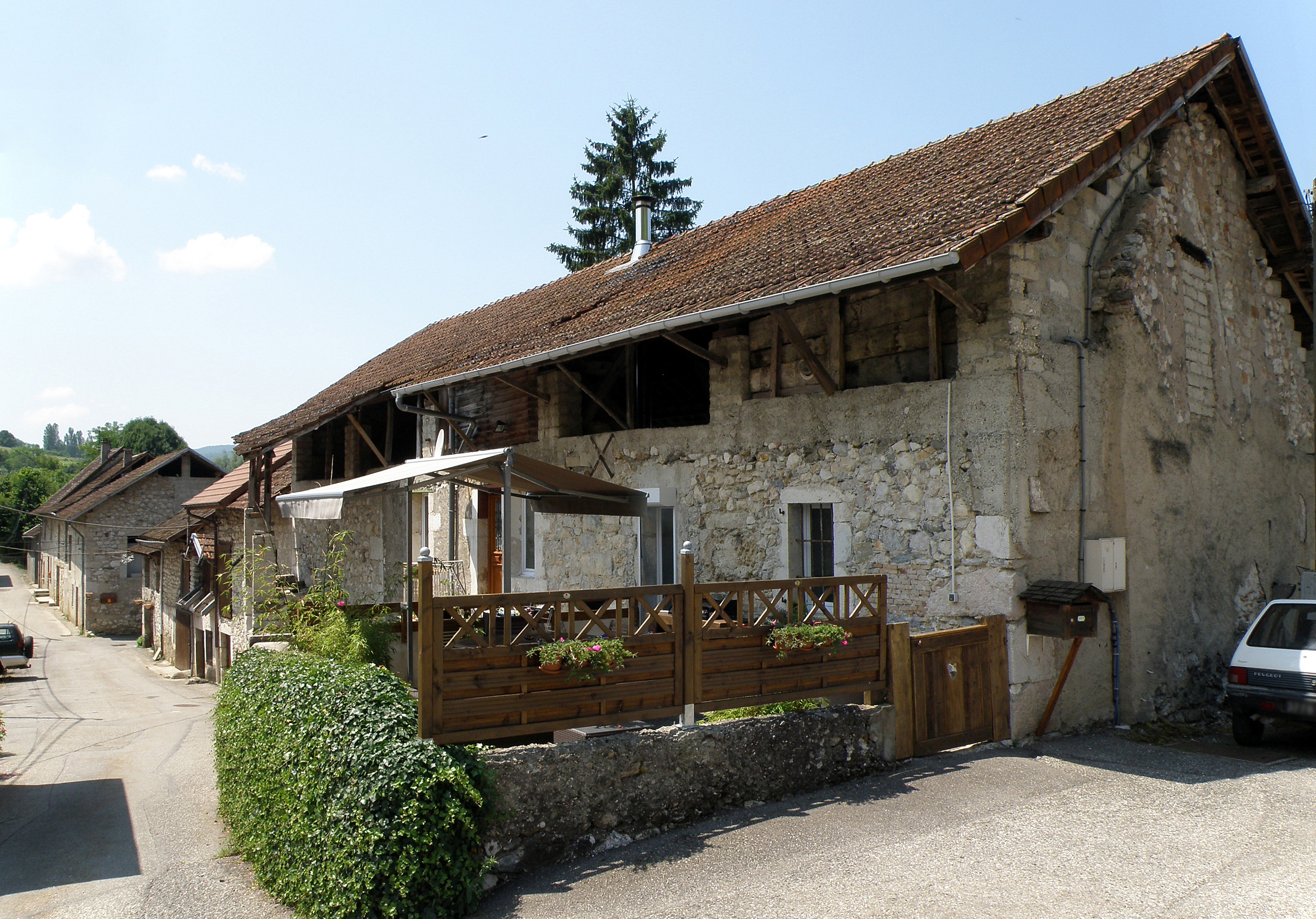
Straße durch Aimavigne
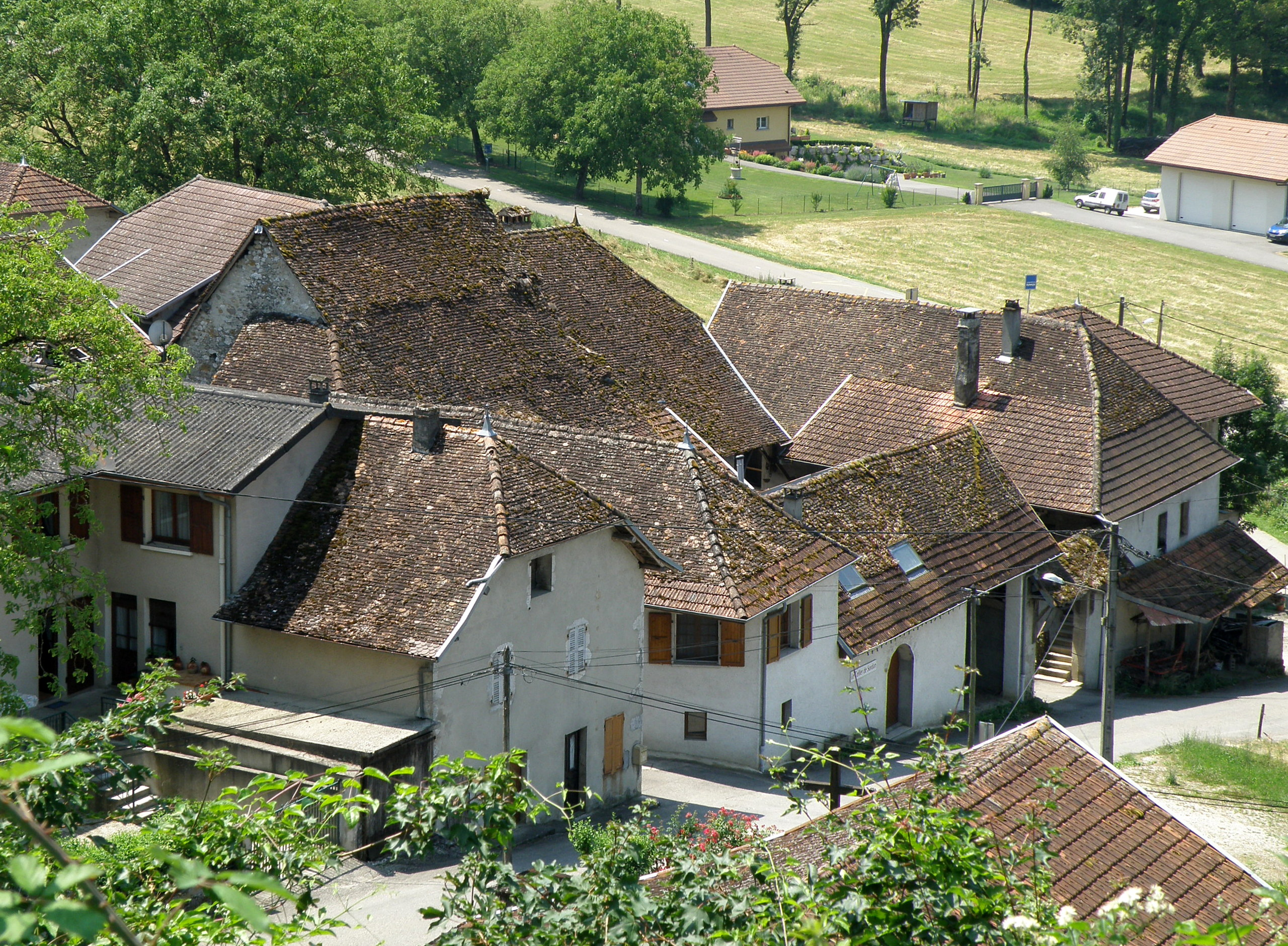
Ortsteil Barcontian
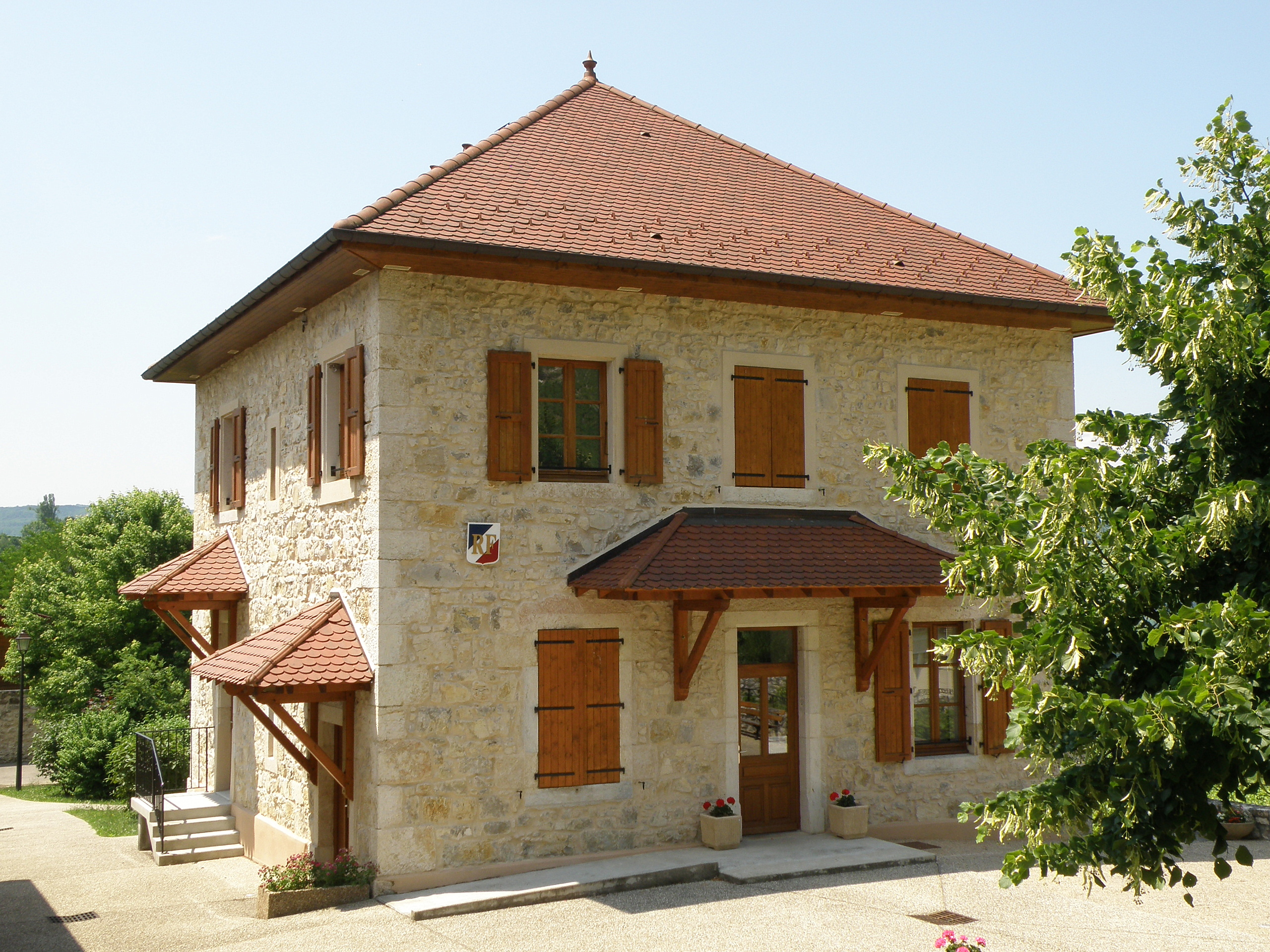
Bürgermeisteramt (Mairie) von Jongieux
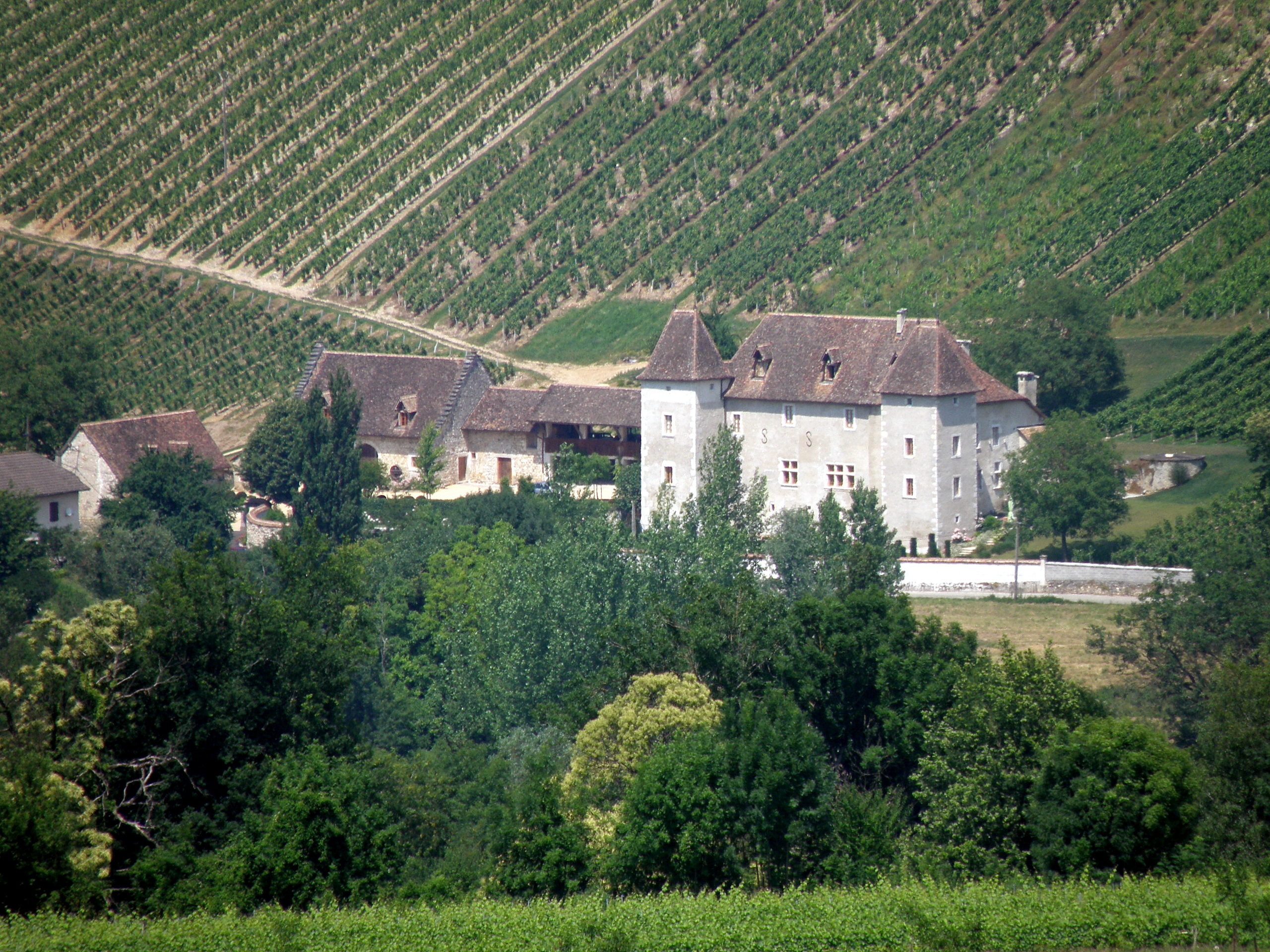
Château de La Mar
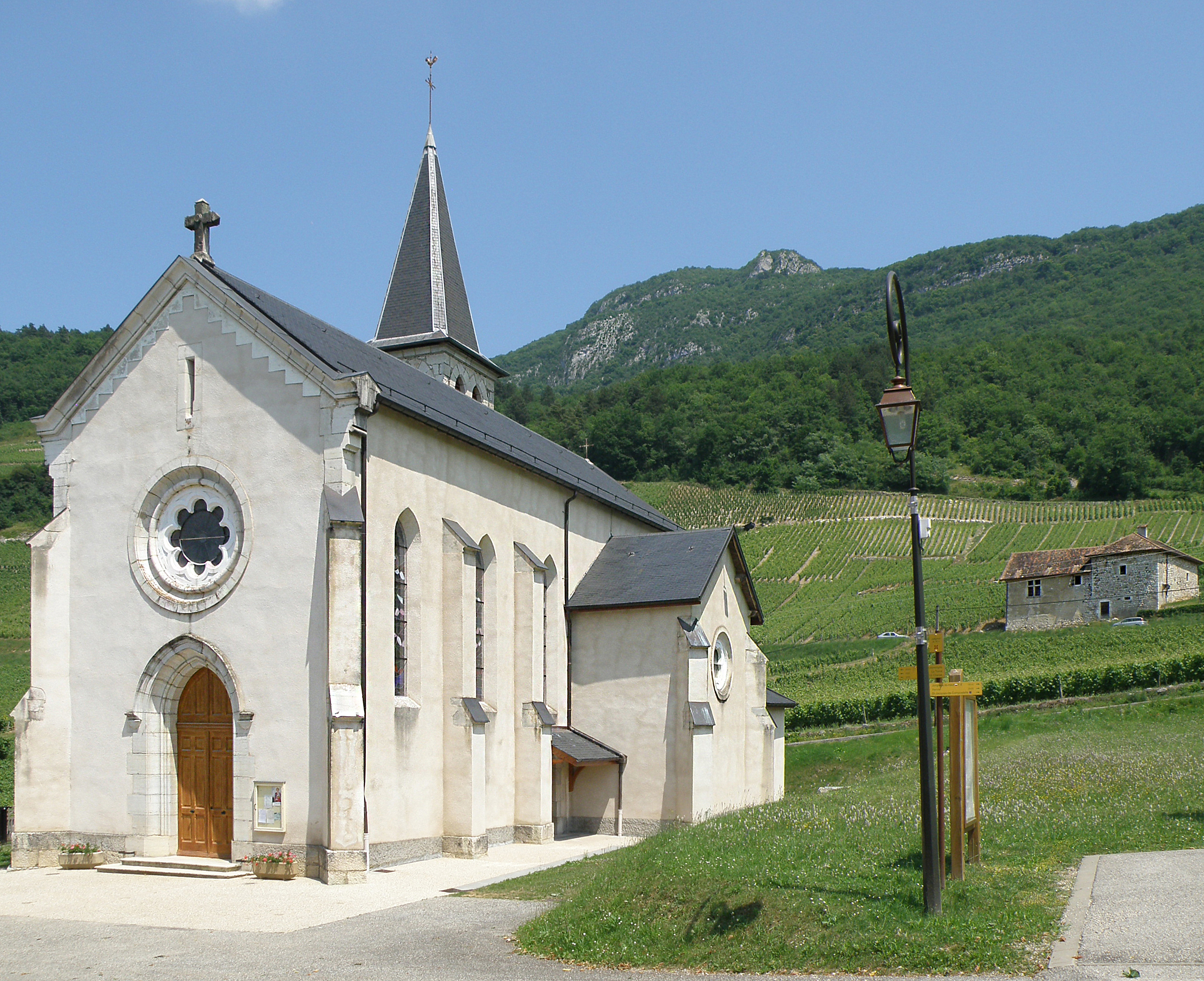
Pfarrkirche Saint-Maurice von Jongieux
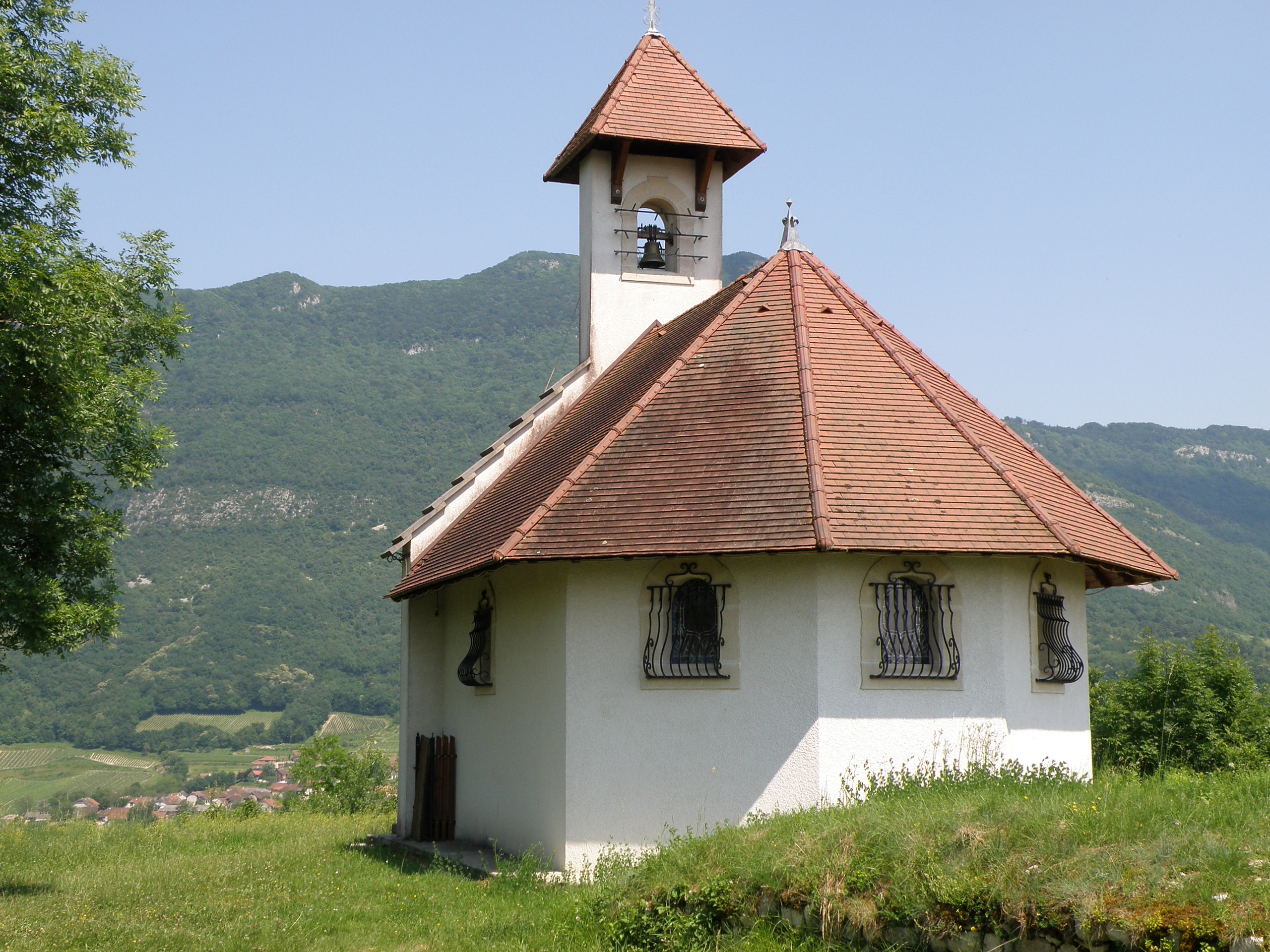
Kapelle Saint-Romain auf dem Aussichtspunkt über der Rhône

## Bevölkerung
| Jahr                       | 1962 | 1968 | 1975 | 1982 | 1990 | 1999 | 2006 | 2011 |
| Einwohner                  | 203  | 198  | 218  | 202  | 206  | 233  | 291  | 333  |
| Quellen: Cassini und INSEE |      |      |      |      |      |      |      |      |

Mit 284 Einwohnern (Stand 1. Januar 2022) gehört Jongieux zu den kleinen Gemeinden des Département Savoie. Nachdem die Einwohnerzahl gegen Ende des 19. Jahrhunderts und in der ersten Hälfte des 20. Jahrhunderts stetig abgenommen hatte (1860 wurden noch 470 Einwohner gezählt), stagnierte sie in der zweiten Hälfte des 20. Jahrhunderts bei etwa 200 Einwohnern. In den letzten Jahren wurde dank der attraktiven Wohnlage wieder eine deutliche Bevölkerungszunahme verzeichnet. Die Ortsbewohner von Jongieux heißen auf Französisch Jongiolan(e)s.

## Wirtschaft und Infrastruktur
Jongieux ist ein vorwiegend durch den Weinbau geprägtes Dorf, das in der Weinbauregion Savoie liegt. Für Weiß-, Rosé- und Rotweine verschiedener Rebsorten gilt die AOC Vin de Savoie. Der Ort ist das Zentrum der strengeren Herkunftsbezeichnung Vin de Savoie Jongieux. Diese gilt für Weißweine mit Jacquère als Hauptrebsorte (mindestens 80 % Rebbestand) sowie für Rotweinverschnitte aus Gamay, Mondeuse und Spätburgunder. Weißweine aus der Rebsorte Altesse (lokal Roussette genannt) dürfen außerdem unter der geschützten Herkunftsbezeichnung Roussette de Savoie oder unter der strengeren Herkunftsbezeichnung Roussette de Savoie Marestel vermarktet werden.
Neben dem Weinbau gibt es heute einige Betriebe des lokalen Kleingewerbes. Seit dem Ende des 20. Jahrhunderts entwickelt sich das Dorf verstärkt zu einer Wohngemeinde, deren Erwerbstätige in den größeren Ortschaften der Umgebung ihrer Arbeit nachgehen. Durch einen Tunnel durch das Massiv der Montagne du Chat wurde die Anbindung an die Großräume Aix-les-Bains und Chambéry wesentlich erleichtert.
Die Ortschaft liegt abseits der größeren Durchgangsstraßen. Die Zufahrt erfolgt über drei lokale Straßenverbindungen mit Lucey, Yenne und Billième. Der nächste Anschluss an die Autobahn A41 befindet sich in 21 km, an die A43 in rund 29 km Entfernung.